# Petru Stoianov
Petru Stoianov (n. 29 octombrie 1939, Vinga, Arad) – compozitor român și profesor universitar doctor, născut la granița a două provincii istorice românești (Ardeal și Banat), la Vinga, în nordul Banatului, într-o familie de bulgari catolici. Din anul 1969 este căsătorit cu muzicologul prof. univ. dr. Carmen Stoianov.

## Studii muzicale
Format inițial ca muzician la Arad prin studii cu compozitorul, dirijorul și profesorul Nicolae Brânzeu și Doru Șerban – dirijor al corului Filarmonicii, a continuat cu studii universitare la actuala Universitate de Arte “George Enescu din Iași: Anton Zeman - armonie și Vasile Spătărelu – contrapunct, definitivându-le la București, actuala Universitate Națională de Muzică, ca student la clasa de compoziție Anatol Vieru, studiind cu mari maeștri: Aurel Stroe - orchestrație, Nicolae Buicliu – contrapunct, Tudor Ciortea – forme și analize muzicale, Octavian Lazăr Cosma – istoria muzicii românești,  Constantin Bugeanu – dirijat orchestră, Marin Constantin – dirijat coral, Vinicius Grefiens – citire de partituri etc. ). Are două licențe în muzică: Pedagogie muzicală (1970) și Compoziție muzicală (1972). Este Doctor în muzică al Academiei de Muzică „Gheorghe Dima” din Cluj-Napoca cu teza „Noduri și Semne. Posibile elemente de structură pe scara unui model modal” (București, Editura Muzicală, 2003), realizată sub îndrumarea compozitorului și muzicologului prof. univ. dr. Valentin Timaru.

## Activitate
Carieră didactică de patru decenii (1972-2012) în învățământul preuniversitar și superior, a predat disciplinele: pian, citire de partituri (citirea în chei/studiul transpoziției), teoria instrumentelor și orchestrație, elaborând și un tratat pentru Citire de partituri. Citirea în chei. A deținut funcții de îndrumare și conducere (1990-2012): inspector de specialitate pentru școlile și liceele de muzică din București (1990-1998), inspector de specialitate la Direcția Generală Învățământ Superior – Departamentul Arte din cadrul Ministerului Educației și Cercetării, apoi prodecan și decan la Universitatea de Vest – Timișoara și Universitatea „Spiru Haret” – București.

#### Activitate de revigorare a vieții muzicale
- fondator și director artistic al Concursului Internațional de Interpretare Muzicală jmEvents/Jeunesses International Music Competition – Romania (din 1994)

- director artistic al EUROPAFest

- consilier/director/director executiv (1992-1999) al Festivalului Internațional de Muzică Contemporană „Săptămâna Internațională a Muzicii Noi”, București, 23-30 mai

#### Membru în societăți profesionale și artistice
- Uniunea Compozitorilor și Muzicologilor din România

- Societatea Internațională de Muzică Contemporană – Secția Națională Română (SNR-SIMC)

- UCMR-ADA

- Membru fondator și Vicepreședinte al jmEvents – România (din 1990)

## Premii
În creație deține premii naționale și internaționale, diplome, distincții, între care: 
- 1980 – Mențiune – Concursul Internațional de Compoziție Ancona – Italia

- 1997 – Premiul II – Concursul International de Muzică Sacră APAR (Asociația pentru Pace a Religiilor din România)

- 2006 –  Premiul pentru lucrare corală amplă (Premiul Uniunii Compozitorilor și Muzicologilor din România)[6]

- 2013 – Premiul pentru lucrare corală amplă (Premiul Uniunii Compozitorilor și Muzicologilor din România)[6]

## Creația muzicală
Format în spiritul creației muzicale practicate de maestrul său, Anatol Vieru, dar și de mentorul său Wilhelm Georg Berger, pe al căror parcurs temporal și modal și-a constituit propriul sistem de compoziție, în care are în vedere reconsiderarea cadrului modal de esență diatonică, specific tradiției românești, în opusuri din cele mai diferite genuri, de la cel coral/al creației didactice la teritoriul cameral, concertant și simfonic, lucrările sale figurând pe afișe ale unor prestigioase festivaluri și evenimente artistice, în țară și străinătate. A compus mult pe creații poetice românești, mai ales texte (muzică corală) sau pretexte poetice (muzică instrumentală, concertantă) semnate de Karol Wojtyla, Mihai Eminescu, Ștefan Augustin Doinaș, Nichita Stănescu, Marius Robescu, Grete Tartler, Vasile Voiculescu, George Daragiu, Ion Nicolescu, Eugen Barbu, Nicolae Dan Fruntelată, Valentin Petculescu, Zigmund Tauberg etc.
În creație, o idee fundamentală o reprezintă încifrarea în muzică a gândului la milioanele de destine cărora le-a fost refuzat, în mod brutal și inexplicabil dreptul la viață și readucerea în memoria contemporanilor a cutremurătoarei tragedii trăite de semenii noștri în plin secol XX, Holocaustul: Threnody – IN LOVING MEMORY OF THE HOLOCAUST VICTIMS, alături de sondarea valențelor poetice ale Psalmilor biblici și cântarea cetății eterne Ierusalimului (motto sugestiv din Psalmul 122:6, 8). omagierea magnitudinii unor personalități nepereche: Psalm 4, Lumina Feței Tale, Doamne – lucrare corală In Memoriam Majestatea Sa Regele Mihai I al României, HaOr III pentru orchestră de coarde – Poem Luminii, In memoriam Anatol Vieru, Noduri și Semne/Knots and Signs – concert music for instrumental ensemble In memoriam Nichita Stănescu ș.a.

#### Simfonic-camerală
- Variațiuni pentru orchestră, 1970
- Mișcare simfonică, 1972
- Hiperboreeana - Cântul I – pentru orchestră de coarde (pretext poetic: Elegia a opta, Hiperboreeana, de Nichita Stănescu), 1993
- HaOr II – Poem Luminii, pentru orchestră de suflători, 1999
- HaOr III – Poem Luminii, In memoriam Anatol Vieru – pentru orchestră de coarde, 2000
- Noduri și Semne – Muzică de concert pentru ansamblu instrumental, 2001 (pretext poetic Nichita Stănescu)
- Patru afirmatii în sprijinul realului –  Muzică de concert pentru clarinet, pian, violină, violă și cello (pretext poetic Nichita Stănescu), 1982–83
- Introspectiv 47 – pentru ansamblu instrumental, 1990
- Heteropsalmia  – pentru ansamblu instrumental, 1991 (Premiul II – Concursul International de Muzică Sacră APAR, 1997)
- Pentachoralia – pentru ansamblu instrumental, 1992
- HaOr I – Poem Luminii, pentru opt instrumente soliste: saxofon Sopran, Alto, Tenor și Bariton (dublu cvartet de saxofoane), 1998
- Threnody – pentru ansamblu instrumental (flaut/oboi, clarinet, fagot, pian, vioară, violă, violoncel) – IN LOVING MEMORY OF THE HOLOCAUST VICTIMS –  2021
- Pentachordia/Proporții 5 – pentru cvintet de coarde (cu violă) – 2020
- „2+2“, Proportions pour Emphasis – pentru saxofon Sopran, Alto, Tenor și Bariton, 1993)
- „2+1+1“, Proportions pour saxophone soprano, alto, tenor, baryton,
- Axios! Axios! – pentru ansamblu instrumental (flaut, clarinet, percuție, cello) – 2006
- Invizibilul Soare, Cântec sau altfel spus, TRIO pentru CONTRASTE (pretext poetic Nichita Stănescu), 2004,
- Proporții 3 – pentru trei instrumente soliste – 2016
- Proporții 2 – pentru două instrumente soliste, (Flaute/Clarinete) 1979 (Menzione la Concursul Internațional de Compoziție – Ancona, Italia, 1980)
- Pe un cadran solar I – Baladă pentru un instrument solist – vioară, 1982
- Pe un cadran solar II –  Baladă pentru un instrument solist și Recitator (versuri: Nichita Stănescu), 1985
- Lecție despre colind –  Zece Variațiuni pentru pian, 1970 – In memoriam Anton Zeman
- Pe un cadran solar III (pretext poetic Nichita Stănescu) – pentru cello, 1997
- Proporții 1 – pentru un instrument solist, (Flaut/Clarinet), 1997
- Povestea florilor de nufăr – pentru pian solo, 2010 – In memoriam Irina Șațchi
- Cântece fără cuvinte pentru instrument solo: flaut/clarinet (Cuprinde: De ce te ascunzi în tăcere, ....Pribegesc prin amintiri cântând, Să vii în seara care cântă, Știu c-ai să treci) – 2012

#### Corală
- Slavă Ție, Doamne – Poem pentru cor mixt à cappella și soliști, 1998 (Premiul UCMR, 2006)
- Lumina Feței Tale, Doamne, pentru cor mixt à cappella și soliști, versete din Psalmul 4, Dedicație: IN MEMORIAM – Majestatea Sa, Regele MIHAI I AL ROMÂNIEI, 2018
- Cei drepți vor privi Fața Lui, pentru cor mixt à cappella, versete din Psalmul 11, 2018
- Rex Gloriae, pentru cor mixt à cappella și soliști, versete din Psalmul 24, 2018,
- Cuvinte și strigături – Suită (8 piese) pentru cor mixt à cappella și soliști (versuri: Nichita Stănescu), 1987 (cuprinde: 1. Ce? 2. Respirarea aerului de sub aripă 3. N-ai să vii 4. Scrisori 5. Dezîmblânzirea 6. Pomule, copacule 7. Cântec de scos apa din urechi 8. Strigături)
- Țara în toamnă – Triptic pentru cor mixt à cappella și soliști (versuri: Marius Robescu), 1987 (cuprinde: 1. Mierea și norul 2. Viziune 3. Măr cojit)
- Colindă de țară – Diptic pentru cor mixt à cappella (versuri: Nichita Stănescu, cuprinde: Frunză verde de albastru, Colindă de țară), 1988
- Zori de-aș fi – Madrigal pentru cor mixt à cappella (versuri: Eugen Barbu), 1991
- Basmul Trenului-Destin – Poem pentru cor mixt à cappella (versuri: Nicolae Dan Fruntelată) – 2009,– (Premiul UCMR 2013)
- Melancolie – Madrigal pentru cor mixt à cappella cu solo sopran (versuri: Nichita Stănescu) – 2010
- Brâul grâului –  pentru cor mixt à cappella (versuri populare), 1986, primă audiție absolutăCorala Academică „Divina Armonie”, dirijor Marius Firca
- Această țară de vis –  Poem pentru cor mixt à cappella și soliști (versuri: Nichita Stănescu), 1986
- Tinerețe –  Madrigal pentru cor mixt à cappella (versuri; Eugen Barbu), 1987
- Amfora luminii –  pentru cor mixt à cappella și solo Sopran (versuri: Vasile Voiculescu), 1988
- Țara noastră –  pentru cor mixt à cappella (versuri: Ion Nicolescu), 1986
- Omagiu eroilor neamului – Poem  pentru cor mixt à cappella și soliști (versuri: Eugen Barbu), 1989
- A te sprijini pe propriul tău pământ –  pentru cor mixt à cappella (versuri: Nichita Stănescu), 1990
- Rugă– Poem  pentru cor mixt à cappella și soliști (versuri: Stefan Mitroi), 1991
- Exiști, Doamne – Poem pentru cor mixt à cappella și recitator (versuri: Karol Józef Wojtyła, traducere Nicolae Mareș), 2003
- Numele Patriei – pentru cor pe voci egale à cappella și soliști (versuri: Dan Mutașcu), în:  Două madrigale închinate patriei, 1980
- Creanga de aur– pentru cor pe voci egale à cappella și soliști (versuri: Dan Mutașcu), în:  Două madrigale închinate patriei,  1980
- Vara românească –  pentru cor pe voci egale à cappella (versuri: Gheorghe Daragiu), 1986
- Noi suntem români – pentru cor pe voci egale à cappella (versuri: Ion Nicolescu), 1988
- Ghicitori muzicale – Suită (15 piese) pentru cor de copii à cappella (versuri: Valentin Petculescu), 1988 (cuprinde: 1. Pianul 2. Trompeta 3. Cornul 4. Clarinetul 5. Fagotul 6. Violoncelul 7. Toba Mare 8. Violina 9. Viola 10. Oboiul 11. Contrabasul 12. Timpanul 13. Flautul 14. Xilofonul 15. Trombonul)
- Școala de muzică – Suită (5 piese) pentru cor de copii à cappella (versuri:  Grete Tartler), 1989 (cuprinde: 1. Arcușul 2. Extemporal 3. Concurs de melci 4. Calul minune 5. Trei iezi cu diezi)

#### Vocală
- Și dacă…. – Lied pentru voce și pian (versuri: Mihai Eminescu) – 2008
- Lacul – Lied pentru voce și pian (versuri: Mihai Eminescu) – 2014
- O stea cândva regină – Lied pentru voce și pian (versuri: Zigmund Tauberg) – 2021
- La țărm –  Lied pentru voce și pian (versuri: Ștefan Augustin Doinaș), 1971

#### Muzică de film
- Poveste de Crăciun – regia Cosmin Pleșa, 2002 (Diploma de Recunoștință a Mitropoliei Banatului)

#### Înregistrări (C.D.)
- Sus, sus, sus la munte sus – Proiect UNESCO – corala academică Divina Armonie
- Romanian music today II– proiect SNR-SIMC (Noduri și Semne)
- Romanian Coral Music – 11, proiect SNR-SIMC
- Et in Hiperboreea ego…. Thalassa recording, 2000
- Camerata Academica Timisiensis, dirijor Damian Vulpe, Timișoara, 2002
- Adriana Drăgan (dirijor) – Corul de cameră Fortis - Culori corale de toamnă-iarnă, 2002
- Adriana Drăgan (dirijor) – Opusuri corale tradiționale moderne și contemporane, 2002

## Lucrări de specialitate
Petru Stoianov s-a dedicat atât activității didactice cât și muzicologiei, activități concretizate în îngrijiri de ediție, volume, studii, articole, participări la sesiuni științifice, mese rotunde, dezbateri, emisiuni radio, tv. etc. A făcut parte din board-ul editorial (assistant editor)  al revistelor Analysis and Metaphysics, Linguistic and Phiolosophical Investigations, Review of Contemporary Philosophy, editate de  Denbridge Press New York, publicații a căror secțiune Musicology and Folklore a coordonat-o alături de Carmen Stoianov (2006-2008); a făcut parte din colectivul de traducere, redactare și consultanță științifică în amplul proiect de traducere și editare în limba română a operei profesorului Richard Swinburne de la Universitatea din Oxford, membru al Academiei Britanice, proiect editat de Cartea Universitară (Introducere în filosofia religiei – 2006, Există Dumnezeu?,  Minte, timp și dovezi – 2007, Credință și rațiune – 2008). 

#### Cărți (Volume)
- Noduri și Semne. Posibile elemente de structură pe scara unui model modal, București, Edit. Muzicala, 2003 (245 p.)
- Simbolism și expresie numerică în universul creației lui Anatol Vieru. Vol. I: 1. Scene nocturne; 2. Lupta cu inerția, București, Edit. Muzicala, 2004 (182 p.)
- Noi modalități de prelucrare a folclorului în creația muziclaă românească, București, Edit. Muzicala, 2004  (164 p.)
- Istoria muzicii românești (cu Carmen Stoianov), București, Edit. Fundației România de Mâine, 2005 (152 p.)
- Citire de partituri – Citirea în chei, București, Edit. Fundației România de Mâine, ed. 1 – 2008, ed. II – 2009 (288 p.)

#### Studii
- Creația de muzică ușoară a compozitorului Laurențiu Profeta (cu Carmen Stoianov), în: Muzica, București, serie nouă, an III, nr. 2 , februarie 1992;
- Despre sculptarea Sunetului prin Tăcere și a Tăcerii prin Sunet în „Concertul pentru violoncel și orchestră nr. 1” de Anatol Vieru (cu Carmen Stoianov), în: Simpozion de muzicologie „Anatol Vieru” 1999, București, Ed. Muzicală, 2001;
- Un compozitor – Anatol Vieru și viziunea sa asupra raportului poezie-muzică; în: Analele Universității „Spiru Haret”, seria Filologie, Limba și literatura română, nr. 8, 2007, nr. 9, 2008;
- Monumentalitatea în viziunea lui Anatol Vieru în: Proceedings of the 1st World Congress on Science, Economics, and Culture, 25-29 August, 2007, New-York-Bucharest, Romanian contributors, București, Edit. Cartea Universitară, 2008;
- The experience to listening the music, în: Proceedings of the 2nd World Congress on Science, Economics, and Culture, 25-29 August, 2008, New-York-Bucharest, Romanian contributors, București, Edit. Ars Academica, 2008;
- Incursiune în universul creației lui Anatol Vieru: pasiunea pentru număr, în Ipostaze ale muzicii moderne în sec. XIX-XXI, Stilistică interpretativă, Timișoara, Edit. Eurostampa, 2008;
- Un compozitor - Anatol Vieru și viziunea sa asupra raportului poezie-muzică, în Analele Universității „Spiru Haret”, seria Filologie - Limba și literature română, nr. 8, 2007, nr. 9, 2009, București, Edit. Fundației România de Mâine, 2009;
- Note privind opusul componistic ca sistem, în: Proceedings of the 3rd World Congress on the Advancement of Scholarity Research in Science, Economics, Law, and Culture, New York, August 25-29, 2009, Romanian Contributors, Addleton Academic Publishers, New York, 2009;
- Opusul componistic ca sistem față în față cu două dintre coordonatele sale majore: principiul unității și principiul diversității, în: Proceedings of the 3rd World Congress on the Advancement of Scholarity Research in Science, Economics, Law, and Culture, New York, August 25-29, 2009, Romanian Contributors, Addleton Academic Publishers, New York, 2009;
- ANATOL VIERU și aura poeticului muzical, în: RevART, nr. 1-2, Edit. Aegis, Timișoara, 2009;
- ANATOL VIERU – Omagiul discipolului, în: Anuar științific: Muzică, Teatru, Arte Plastice, nr. 1-2 (8-9) 2009, Chișinău, Notograf prim, 2009.

#### Lucrări cu caracter didactic
- Curs practic pentru citire de partituri; citirea în chei – În: Sinteze - vol III, Facultatea de Muzică a Universității „Spiru Haret”, Edit. Fundației România de Mâine, 2004
- Studiul transpoziției – În: Sinteze - vol IV, Facultatea de Muzică a Universității „Spiru Haret”, Edit. Fundației România de Mâine
- Istoria muzicii românești (în colaborare cu Carmen Stoianov) – În: Sinteze - vol III, Facultatea de Muzică a Universității „Spiru Haret”, Edit. Fundației România de Mâine, 2004.